# Hemisobium vibex
Hemisobium vibex är en insektsart som först beskrevs av Melichar 1906.  Hemisobium vibex ingår i släktet Hemisobium och familjen sköldstritar. Inga underarter finns listade i Catalogue of Life.